# Ojciec Yod
Ojciec Yod (Father Yod) albo YaHoWha właśc. James Edward Baker (ur. 4 lipca 1922, zm. 25 sierpnia 1975) – założyciel i przywódca sekty Source Family. Był też restauratorem i wokalistą rockowego zespołu Ya Ho Wa 13.

## Życiorys
James Edward Baker urodził się 4 lipca 1922 roku w Cincinnati w stanie Ohio. Brał udział w II wojnie światowej, w czasie której został odznaczony Srebrną Gwiazdą. Po wojnie osiedlił się w Kalifornii. Zetknął się tam z beatnikowskim postulatem "powrotu do natury", którego jednym z elementów była dieta organiczna.
Równocześnie studiował filozofię, religię i ezoteryczne nauki duchowe. Później stał się naśladowcą Yogi Bhajana, duchowego przywódcy i nauczyciela Kundalini Jogi.
Zainspirowany grupą The Nature Boys, Baker otwierał kolejne restauracje serwujące naturalną żywność. W 1955 roku powstała Aware Inn, która była jednym z pierwszych tego typu lokali w Stanach Zjednoczonych. W 1962 roku założył Discovery Inn, a w 1966 – Old World Restaurant. W 1969 roku powstała restauracja The Source na Sunset Strip, która stała się kultowa. Lokal cieszył się dużym powodzeniem, zwłaszcza wśród młodzieży związanej z ruchem hipisowskim. Bywalcami lokalu byli m.in. John Lennon, Julie Christie i Marlon Brando.
Szacunek jakim darzyły go środowiska hipisowskie oraz pieniądze z restauracji pozwoliły Bakerowi stworzyć własną wspólnotę duchową. Początkowo zaczął prowadzić warsztaty z medytacji i głosić kazania. Przybrał imię ojciec Yod, a później YaHoWha. Stał się patriarchą gminy młodych ludzi, którzy widzieli w nim swojego guru. Grupa mieszkała razem w rezydencji w Hollywood Hills i była wspierana z zysków, jakie przynosiła restauracja Baker Source, a później inne jego restauracje.
Wspólną liczyła około 150 osób obojga płci. Wśród nich Baker miał 14 żon (ale tylko jedną prawną) i 3 dzieci.
Niektórzy członkowie Source Family byli muzykami. W 1973 roku Baker sformował z nich zespół rockowy YaHoWha 13, sam zostając jego liderem. Zespół wyprodukował około 65 albumów.
Ponieważ wspólnotą Source Family zaczęły interesować się władze, wymusiło to na grupie konieczność przeprowadzki.
26 grudnia 1974 roku Baker sprzedał restaurację i przeniósł się wraz ze swoją wspólnotą na Hawaje. 25 sierpnia 1975 roku doznał ciężkich obrażeń po nieudanym skoku na lotni. W ich wyniku zmarł dziewięć godzin później. Po trzech dniach czuwania, jego ciało poddano kremacji.